# ならずもの

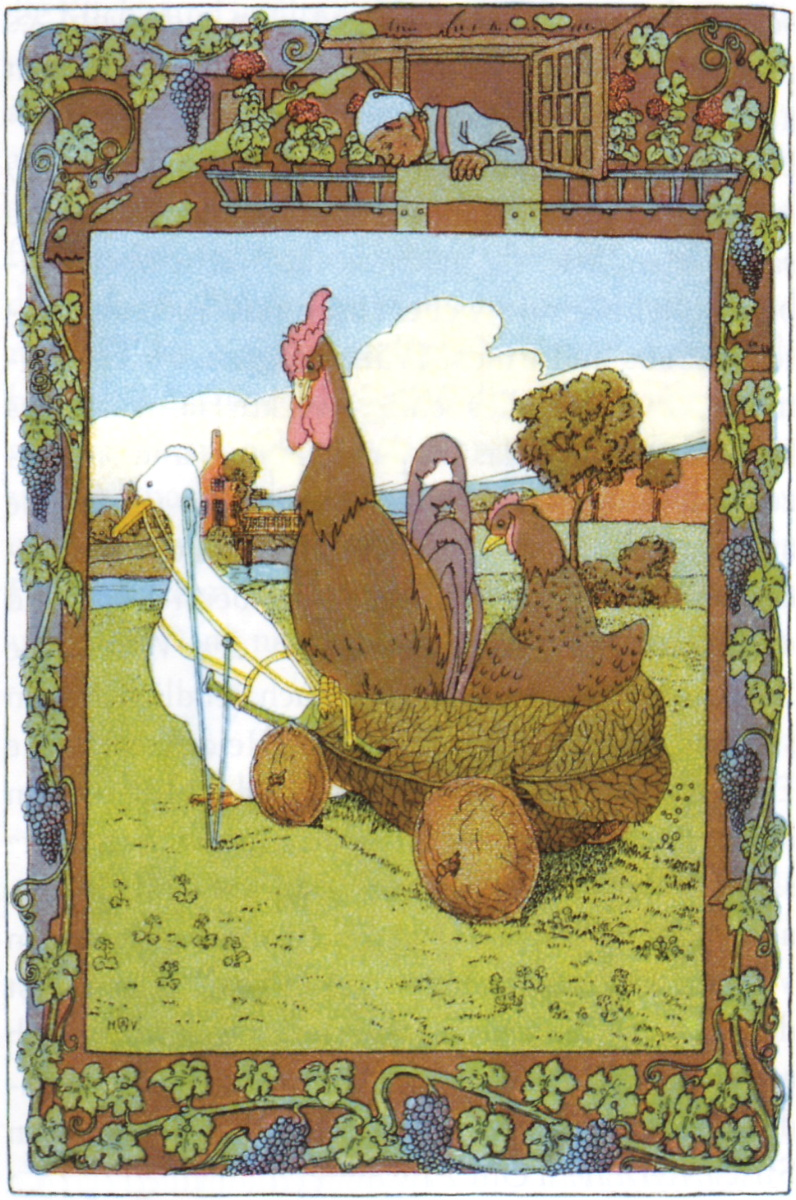
「ならずもの」の押絵

ならずもの（Das Lumpengesindel、KHM10）はグリム童話のひとつ。

## あらすじ
オンドリとメンドリのつがいは、山でたらふくクルミを食べた後、歩いて帰るのが億劫になった。
そこで二羽は協力して、クルミのカラで引き車をこしらえた。しかし、どちらが車を引いていくかで言い争いを始める。
しばらくすると、遠くから一羽のカモがやってきた。カモは、ニワトリが自分の山のクルミを無断で食べたことに気づくと憤慨、つがいに襲いかかった！ が、あえなく撃沈。罰として車を引かされることになる。
道すがら留め針と縫い針が車に乗せて欲しいと頼んできた。ニワトリのつがいは承諾した。
夜遅く、一行は宿屋にたどり着いた。宿の主人は、いかにもうさんくさい一行の宿泊をしぶった。しかし、メンドリに、道中で産んだタマゴとこのカモをあげるからと説得され、やむなく泊まらせてやることに。ニワトリ一行は豪勢に飲み食いし、寝床に入った。
翌朝、オンドリとメンドリは早起きして、くちばしでタマゴに穴を開けて中身を飲み、カラをかまどの火へ放り投げた。そして、まだ寝ている留め針と縫い針を、それぞれ椅子のクッションと洗面所の手ぬぐいに刺した後、すたこらさっさと逃げ出した。しばらくして起きたカモも、小川に飛び込んで逃亡。二度と戻ってくることはなかった。
それから2～3時間のち、宿屋の主人が起床。さっぱりと顔を洗って、手ぬぐいで顔をふくと、刺してあった留め針が顔にブスリ！　
あわてた主人。一服して落ち着こうと、パイプの火をつけにかまどに近づく。すると主人の目をめがけてタマゴのカラがパチン！　
怒りに震えながら椅子に腰を下ろすと、縫い針が主人のお尻にズブリ！
昨夜遅くに来たあの客が怪しいと探し回るももう遅い。宿屋には影も形もなかった。
宿屋の主人は「さんざん飲み食いした挙句、金も払わず、いたずらまで仕掛けていくようなならずものは二度と泊めまい」と心に誓うのだった。